# 黎鳌
黎鳌（1917年5月4日—1999年8月21日），湖南浏阳人，中国烧伤、烫伤专家。1941年毕业于国立上海医学院，1995年当选为中国工程院院士。